# Temnothorax adlerzi
Espèce
Synonymes
- Epimyrma adlerzi (Douwes, Jessen & Bushinger, 1988)
- Myrmoxenus adlerzi (Douwes, Jessen & Buschunger, 1988)[1]

Temnothorax adlerzi est une espèce de fourmis de la sous-famille des Myrmicinae, endémique de la Grèce.